# Trey Hopkins
Trey Hopkins (Houston, 6 luglio 1992) è un giocatore di football americano statunitense che milita nel ruolo di centro per i Cincinnati Bengals della National Football League (NFL).

## Carriera professionistica

### Cincinnati Bengals
Dopo non essere stato scelto nel Draft NFL 2014, Hopkins firmò con i Cincinnati Bengals. Il 30 agosto fu inserito in lista infortunati per un problema alla gamba.
Hopkins fu svincolato il 5 settembre 2015 ma rifirmò il giorno successivo con la squadra di allenamento. L'11 gennaio 2016 firmò un nuovo contratto con i Bengals.
Il 3 settembre 2016 Hopkins fu svincolato ma rifirmò due giorni dopo. FU di nuovo svincolato il 15 settembre 2016  ma rifirmò con la squadra di allenamento. Fu promosso nel roster attivo il 31 dicembre 2016.
Hopkins divenne titolare a tempo pieno nel 2017, iniziando 12 partite come guardia destra e saltando 4 gare per un infortunio al ginocchio.
Nel 2018 Hopkins disputò nove gare come titolare, sei come centro e due come guardia, sempre al posto di titolari infortunati.
Nel 2019 Hopkins fu nominato centro titolare, giocando come parte tutte le 16 partite. A fine stagione firmò un nuovo contratto triennale del valore di 20,4 milioni di dollari.
Alla fine della stagione 2021 Hopkins partì come titolare nel Super Bowl LVI in cui Cincinnati fu sconfitta dai Los Angeles Rams.

## Palmarès
- American Football Conference Championship: 1

Cincinnati Bengals: 2021